# 尼娜·滕布鲁克
尼娜·滕布鲁克（荷蘭語：Nina ten Broek，2001年7月4日—），荷兰女子水球运动员。她曾代表荷兰国家队参加2024年夏季奥林匹克运动会女子水球比赛，获得一枚铜牌。她也曾参加2022年和2023年世界游泳锦标赛。